# Русско-Прохоровский
Русско-Прохоровский — хутор в Красносулинском районе Ростовской области.
Входит в состав Владимировского сельского поселения.

## География

### Улицы
- ул. Новая,
- ул. Сельская,
- ул. Степная.

## Население
| 2010 |
| ---- |
| 232  |